# Musée Grévin Séoul
Pour les articles homonymes, voir Grévin.
Le Musée Grévin Séoul est un musée de cire situé à Séoul en Corée du Sud, filiale du musée Grévin à son ouverture.
Créé en coentreprise avec Mast, l'un des principaux acteurs sud-coréens de l'industrie du spectacle et du divertissement, il a été inauguré le 29 juillet 2015.
Il est cédé en février 2018.